# Castillo de Spiš
Las ruinas del Castillo de Spiš (en eslovaco: Spišský hradⓘ, en húngaro: Szepesi vár, en alemán: Zipser Burg) están situadas en el este de Eslovaquia siendo uno de los mayores castillos en Centroeuropa. El castillo corona un monte sobre la ciudad de Spišské Podhradie y el pueblo de Žehra, en la región conocida como Spiš (Szepes). Fue incluido por la Unesco en la lista del Patrimonio de la Humanidad en 1993 junto a las localizaciones de Spišská Kapitula, Spišské Podhradie y Žehra. En 2009, se amplió el sitio protegido para incluir el centro histórico de Levoča.

## Historia
El castillo fue construido en el siglo XII en el mismo emplazamiento de otro castillo anterior. Fue el centro cultural, político y administrativo del condado de Szepes. Antes de 1464, el castillo era propiedad del rey de Hungría, luego pasó a manos de la Casa de Zápolya hasta 1528, la familia Thurzó (1531-1635), la familia Csáky (1638-1945) y desde 1945 es propiedad estatal.
Se trataba de un castillo románico de piedra con fortificaciones, dos palacios y tres basílicas construidas a mediados del siglo XIII. Se erigió una segunda muralla exterior durante el siglo XIV. El castillo fue reconstruido completamente en el siglo XV. En 1470 se añadió al conjunto una capilla gótica.
La familia Csáky , últimos propietarios privados del castillo, lo abandonaron a principios del siglo XVIII debido a lo incómodo de residir en él. Se trasladaron a un nuevo palacio, situado cerca en Hodkovce en Žehra (Zsigra) y Spišský Hrhov (Görgő). En 1780 el castillo se incendió, quedando en ruinas. A mitad del siglo XX fue parcialmente reconstruido, realizándose una intensa labor arqueológica en la zona. Las partes de la casa reconstruida se convirtieron en el museo de Spiš.
En 2006, el castillo recibió 170.000 visitantes.

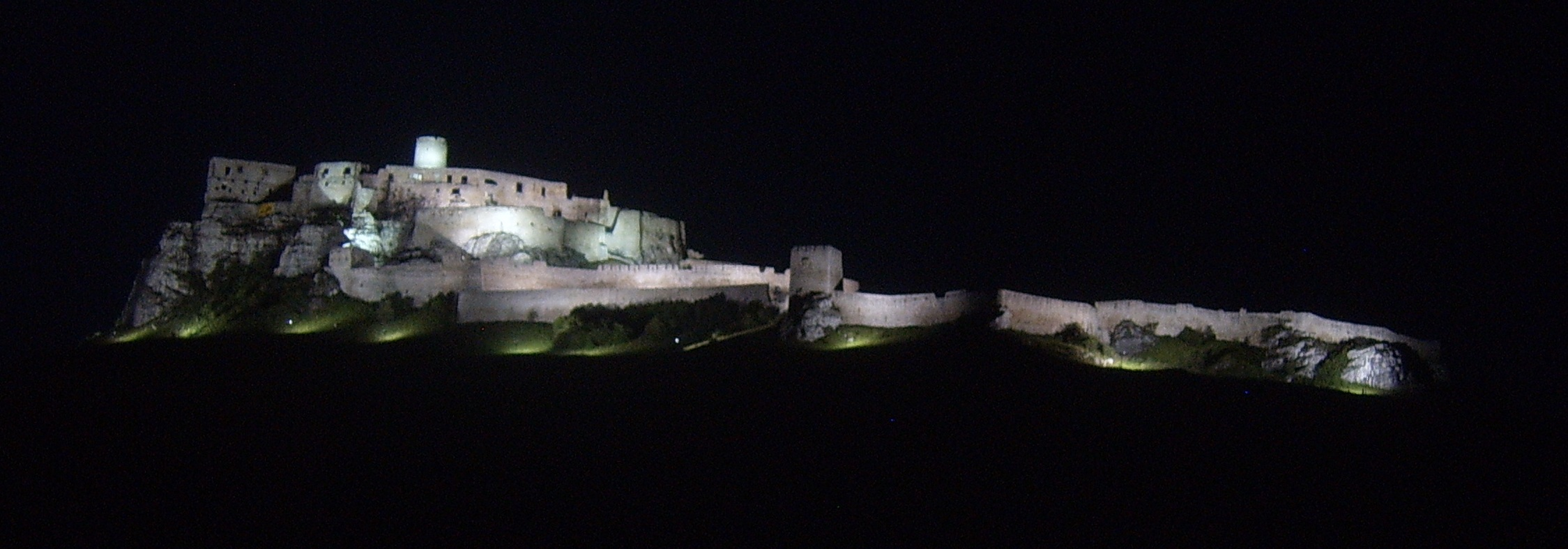
Imagen nocturna del castillo.